# قريضة (الطفة)

تعديل مصدري - تعديل

قريضة هي إحدى قرى عزلة بني غيلان بمديرية الطفة التابعة لمحافظة البيضاء، بلغ تعداد سكانها 136 نسمة حسب تعداد اليمن لعام 2004.